# Кампу-Моран (микрорегион)

Кампу-Моран на карте.

Кампу-Моран (порт. Microrregião de Campo Mourão) — микрорегион в Бразилии. входит в штат Парана. Составная часть мезорегиона Западно-центральная часть штата Парана. Население составляет 	217 374	 человека (на 2010 год). Площадь — 	7069,707	 км². Плотность населения — 	30,75	 чел./км².

## Демография
Согласно сведениям, собранным в ходе переписи 2010 г. Национальным институтом географии и статистики (IBGE), население микрорегиона составляет:						
| Полное население                             | Полное население                             | Полное население                             | Полное население                             | 217 374 |
| -------------------------------------------- | -------------------------------------------- | -------------------------------------------- | -------------------------------------------- | ------- |
| в том числе:                                 | Городское население                          | 178 068                                      | Процент городского населения, %              | 81,92   |
|                                              | Сельское население                           | 39 306                                       | Процент сельского населения, %               | 18,08   |
|                                              | Мужское население                            | 107 302                                      | Процент мужского населения, %                | 49,36   |
|                                              | Женское население                            | 110 072                                      | Процент женского населения, %                | 50,64   |
| Плотность населения, чел/км²                 | Плотность населения, чел/км²                 | Плотность населения, чел/км²                 | Плотность населения, чел/км²                 | 30,75   |
| Население микрорегиона в % к населению штата | Население микрорегиона в % к населению штата | Население микрорегиона в % к населению штата | Население микрорегиона в % к населению штата | 2,08    |

## Статистика
- Валовой внутренний продукт на 2003 год составляет 2 111 794 098,00 реалов (данные: Бразильский институт географии и статистики).
- Валовой внутренний продукт на душу населения на 2003 год составляет 10 045,71 реалов (данные: Бразильский институт географии и статистики).
- Индекс развития человеческого потенциала на 2000 год составляет 0,745 (данные: Программа развития ООН).

## Состав микрорегиона
В составе микрорегиона включены следующие муниципалитеты:
1. Араруна
2. Барбоза-Феррас
3. Кампу-Моран
4. Корумбатаи-ду-Сул
5. Энженьейру-Белтран
6. Фарол
7. Фенис
8. Иретама
9. Луизиана
10. Мамборе
11. Пеабиру
12. Кинта-ду-Сол
13. Ронкадор
14. Терра-Боа